# Route nationale 592
 (mars 2023).
Si vous disposez d'ouvrages ou d'articles de référence ou si vous connaissez des sites web de qualité traitant du thème abordé ici, merci de compléter l'article en donnant les références utiles à sa vérifiabilité et en les liant à la section « Notes et références ».
Pour les articles homonymes, voir Route 592.
La route nationale 592, ou RN 592, est une ancienne route nationale française reliant Millau à Saint-Rome-de-Cernon.
À la suite de la réforme de 1972, elle a été déclassée en RD 992.

## Tracé
- Millau
- Saint-Georges-de-Luzençon
- Saint-Rome-de-Cernon